# Offerle
Offerle è una città degli Stati Uniti d'America, nella Contea di Edwards, nello Stato del Kansas.